# Isoinversionsprinzip
Das Isoinversionsprinzip ist ein von Hans-Dieter Scharf und Helmut Buschmann an der RWTH Aachen entwickeltes Modell zur Diagnose, Optimierung und Voraussage der Selektivität bei asymmetrischen Synthesen. Es handelt sich um ein dynamisches Modell, bei dem alle Selektivitäts-relevanten Parameter für die Planung und Optimierung des selektivitätsbestimmenden Schrittes einer chemischen Reaktion in Betracht gezogen werden. Das Modell kann auch zur Bestätigung oder Widerlegung einer mechanistischen Vermutung herangezogen werden. 
Das Prinzip ist eine deduktive Methode und basiert auf der Messung der Temperaturabhängigkeit von gewählten Selektivitätsparametern wie z. B. sterische Hinderung auf die Selektivität. Aus den kinetischen Daten kann basierend auf der Eyring-Theorie die sogenannte Isoinversionstemperatur bestimmt werden. Das Prinzip beschreibt kinetisch kontrollierte Reaktionen, die eine temperaturabhängige Veränderung des geschwindigkeitsbestimmenden Schritts aufweisen. 

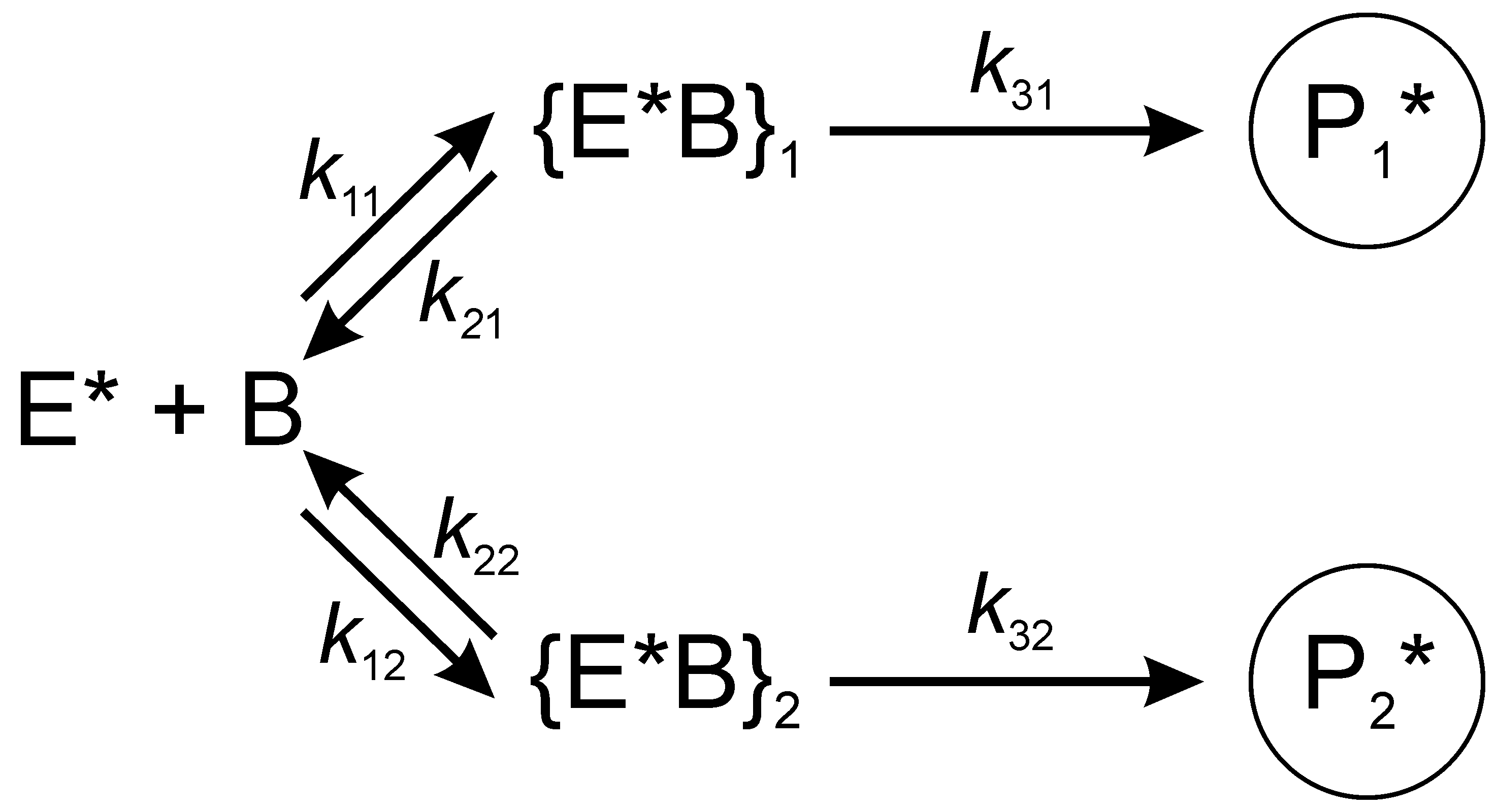
Abb. 1 Kinetischer Ansatz des Isoinversionsprinzips

Das zu Grunde liegende kinetische Schema ist nicht nur auf stöchiometrische Reaktionen, sondern auch auf katalytische Reaktionen anwendbar. Auf einem ersten Auswahllevel (siehe Abb. 1) werden zwei diastereomere Zwischenprodukte aus dem prochiralen Ausgangsmaterial B und dem chiralen Substrat E* gebildet, {E*B}1 und {E*B}2. Auf einer zweiten Ebene herrscht Konkurrenz zwischen der Bildung der Produkte P1* und P2* und der Reversion in die Ausgangsmaterialien E* und B. Durch Variation der Temperatur kann in Abhängigkeit von der konstruktiven oder destruktiven Interaktion der beiden Selektionsebenen die Stereoselektivität entweder erhöht oder erniedrigt werden. Experimentell wird ein nicht-linearer Eyring-Plot beobachtet, falls im untersuchten Temperaturfenster ein temperaturabhängiger Wechsel im geschwindigkeitsbestimmenden Schritt erfolgt. 
Die Methode kann auf verschiedene Arten der Selektivität angewandt werden wie enantio-, diastereo-, regio-, chemoselektive Reaktionen. 
Das Prinzip wurde entwickelt, als Scharf die Temperaturabhängigkeit der Paternò-Büchi-Reaktion untersuchte und dabei eine nicht-lineare Abhängigkeit der Diastereoselektivität von der Temperatur fand.